# Zdeněk Vojtěch
Zdeněk Vojtěch (7. května 1951 Liberec – 30. listopadu 1998 tamtéž) byl československý automobilový závodník. Závodil ve vozech Škoda, BMW a Mercedes jako soukromý jezdec. Jeho největším úspěchem bylo absolutní vítězství v závodě mistrovství Evropy cestovních automobilů (společně s Rakušanem Jo Gartnerem) na Salzburgringu na voze BMW 528i (1982) a jako podílník na zisku titulu mistrů Evropy v závodech cestovních vozů v klasifikaci značek (ETCC) na voze Škoda 130 RS (1981) společně s Břetislavem Engem, Václavem Bervidem a Janem Šenkýřem. Bývalý spolujezdec a pozdější manažer týmu, ve kterém Vojtěch jezdil, Václav Bervid prohlásil, že nebýt komunistického režimu, tak to byl Zdeněk, kdo by dostal české barvy do formule 1.

## Životopis
V rodném Liberci absolvoval základní, střední i vysokou školu (Technická univerzita v Liberci, tehdy pod názvem Vysoká škola strojní a textilní v Liberci/VŠST). Po ukončení studia státní závěrečnou zkouškou získal titul strojního inženýra. Vojenskou základní službu absolvoval v Dukle Liberec, což mu umožnilo pokračovat i během vojny v dráze úspěšného automobilového závodníka. Mimo závodních automobilů bylo jeho sportovní láskou i sjezdové lyžování.

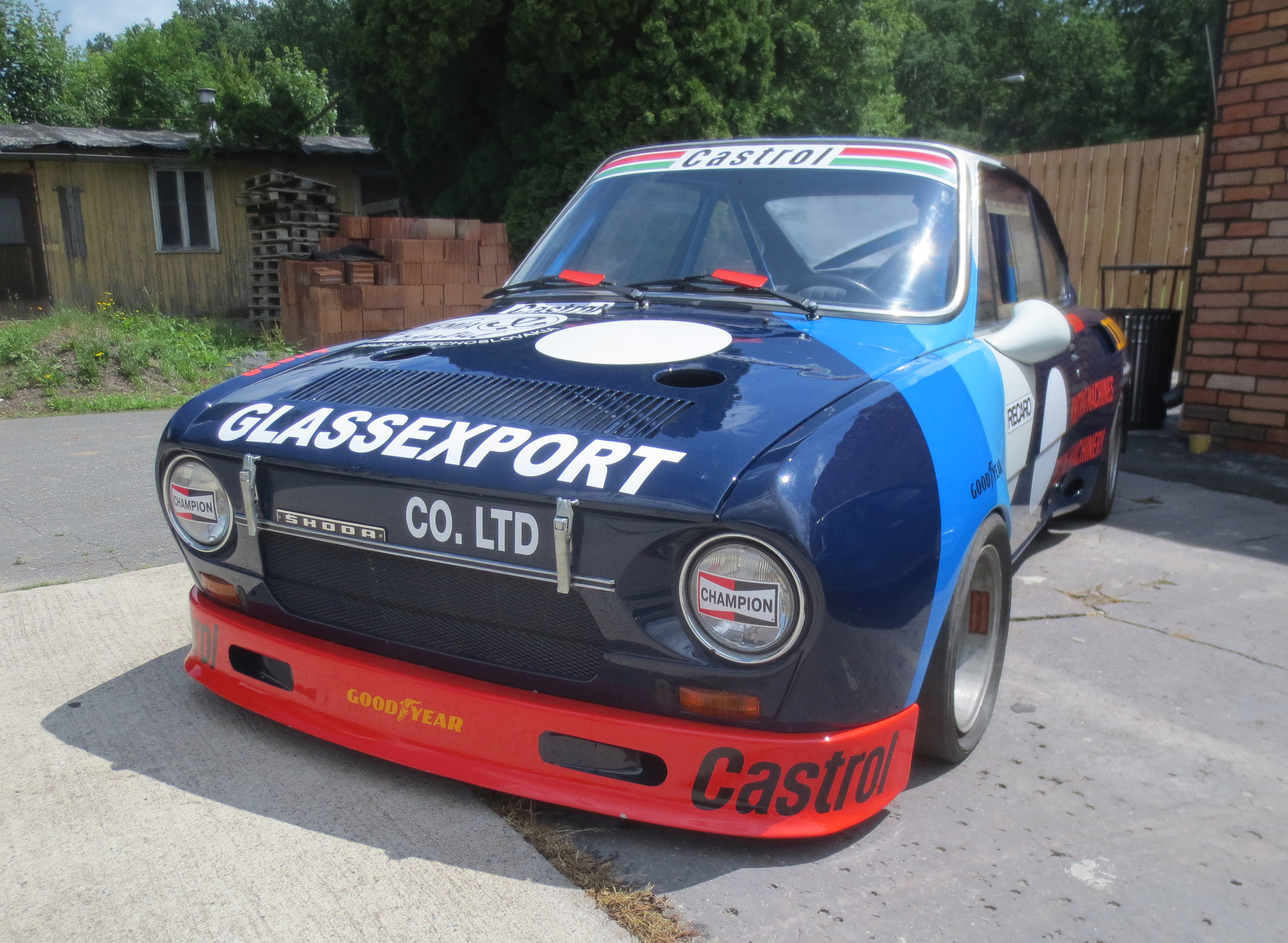
Škoda 130 RS v barvách Bohemia Crystal Liberec, Vojtěch-Enge (Muzeum Svět škodovek 2021)

V 2. polovině 80. let 20. století už měl i průkaz obchodního pilota s mezinárodní doložkou, a tak začal pracovat v liberecké Dukle jako instruktor oddílu leteckých sportů. V listopadu 1990 založil obchodní společnost Federal Cars. Od založení byl v ní prokuristou a od roku 1993 byl jednatelem. Společnost Federal Cars je oficiálním importérem francouzské automobilky Peugeot. Zaměstnává desítky zaměstnanců; obratem se řadí k horním 10 % firmám v ČR. Federal Cars mj. sponzoruje i volejbalový klub Dukla Liberec. V 90. letech založil závodní seriál Peugeot Cup a byl šéfem týmu, kde začali závodit oba jeho synové, Tomáš (1973–2005) a Štěpán (1977). Dcera Natálie (1998) se stala pilotkou dopravních letadel.
Zahynul tragicky 30. listopadu 1998 ve věku 47 let, jen několik set metrů od domu, při dopravní nehodě, v níž se jeho vůz srazil s tramvají MHD.

## Největší úspěchy
- Vítězství v závodě Mistrovství Evropy cestovních vozů ETCC na voze BMW 528i, Salzburgring, 1982
- člen vítězného týmu posádek, které získaly titul mistrů Evropy v závodech cestovních vozů v klasifikaci značek (ETCC) na voze Škoda 130 RS, 1981
- absolutní vítěz závodů mistrovství republiky v závodech automobilů do vrchu na Škoda 130 RS (Záskalí – 7. 11. 1976, Horní Jiřetín – 26. 6. 1977)
- 2. místa v závodech ETCC (500 km Vallelunga 1981/Škoda 130 RS, 500 km Mugello 1983/BMW 635 CSi)
- 3. místa v závodech ETCC (RAC Tourist Trophy Silverstone 1983/BMW 635 CSi)
- 2× obsadil 15. místo v celkové klasifikaci Mistrovství Evropy cestovních automobilů ETCC (1981/Škoda 130 RS/27 b., 1982/BMW 528i/37 b.)

## Ocenění
- Zlatý volant (1976, 1981, 1983)[8]
- Zasloužilý mistr sportu

## Závodní kariéra

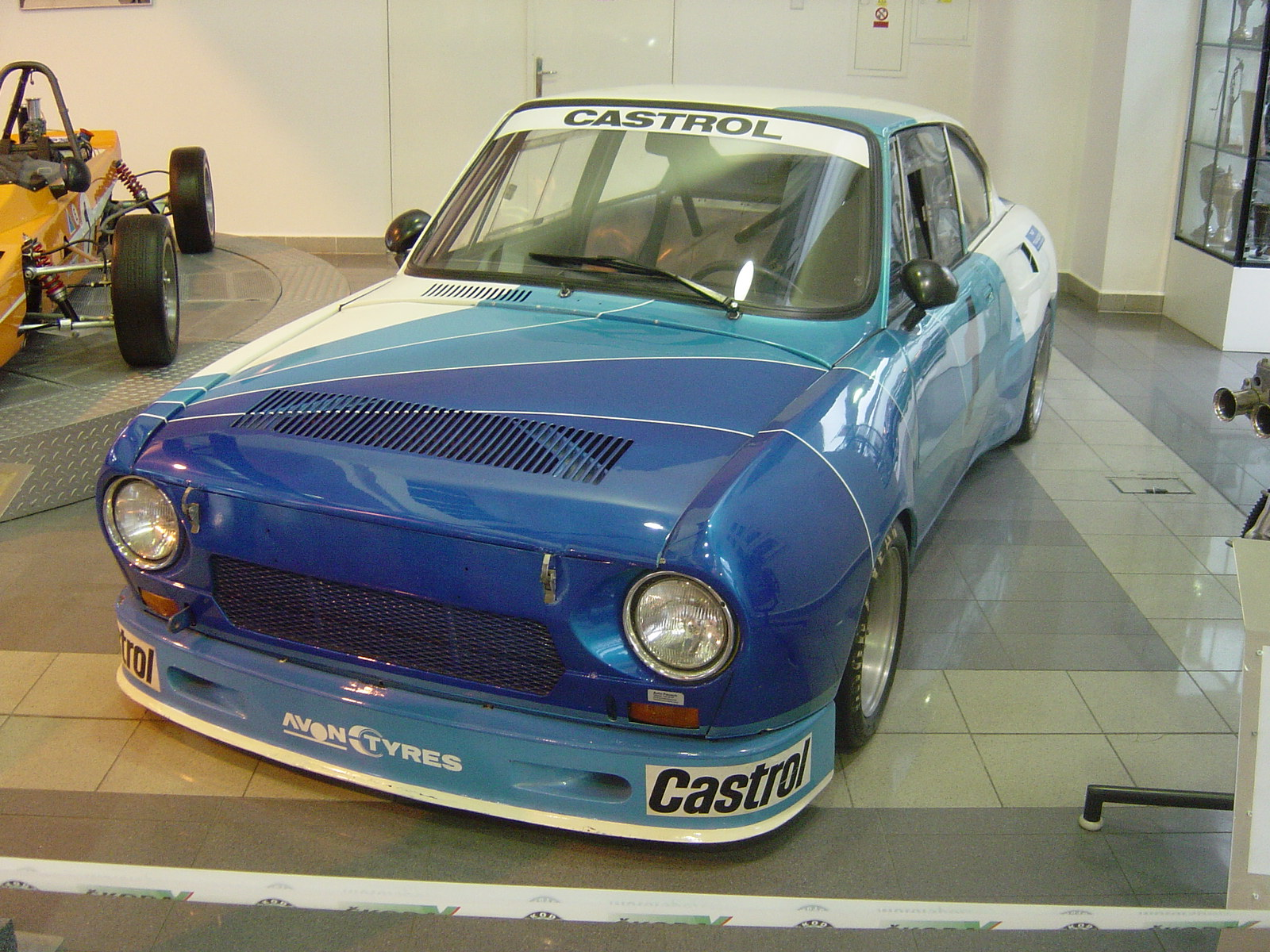
Škoda 130 RS v Muzeu Škoda v Mladé Boleslavi (2006)

### 1972–1981 (Škoda)
Svou automobilovou kariéru začal s vozem Škoda prachu automobilových soutěží. A dokonce ani ne za volantem, ale na sedadle spolujezdce. Startoval v květnu 1972 s Petrem Vaňkem v týmu VŠST na Hornické Rallye v Mostě na upravené Škodě 100 v třídě B5/5000. Od roku 1973 se začal zúčastňovat závodů mistrovství republiky v závodech do vrchu. Místem jeho prvního startu v květnu 1973 byl Vranov nad Dyjí, kde obsadil celkově 8. místo a 4. místo ve skupině 2. V závodě do vrchu na Vyskeři dojel druhý absolutně (1974). V roce 1973 měl již první výkonnostní třídu v kopcích a když mu bylo o dva roky víc (1975), objevil se na okruzích se Škodou 120 S. V závodech mistrovství republiky na okruhu v Ostravě v červnu 1975 obsadil 9. místo. O rok později (1976) už byl v československé reprezentaci pro tehdejší Pohár míru a přátelství. V brněnském závodě Mistrovství ČSSR cestovních vozů do 1300 cm3 obsadil Zdeněk Vojtěch na Škodě 130 RS 2. místo za továrním jezdcem škodovky Jaroslavem Bobkem. Za výkony v roce 1976 získal Vojtěch poprvé Zlatý volant v anketě motoristických novinářů. V následující sezoně 1977 za volantem Škody 130 RS vyhrál pohárový závod na okruhu v německém Schleizu (Schleizer Dreieck).
Od roku 1978 začal závodit spolu v Břetislavem Engem (1950-2020) v okruhových závodech Mistrovství Evropy cestovních vozů (European Tourist Car Championship/ETCC). Bylo to v divizi 1 (A1300 do 1300 cm3) se „soukromým“ automobilem Škoda 130 RS v týmu Bohemia Crystal/AMK Svazarm Liberec. Poprvé dojeli do cíle na Salzburgringu v dubnu 1978 na 9. místě v celkovém pořadí. Nedokončili v Zeltwegu, na Nürburgringu, v Silverstonu. Zato v závodě v Brně skončili celkově na 20. místě a ve třídě do 1300 cm3 byli na 5. místě, když se po startu sice ujali vedení v divizi, ale pro poruchu a opravu startéru se pořadím propadli. Na Zandvoortu byli celkově na 10. místě a druzí ve třídě.
Závodní sezona 1979 byla zahájena čtyřhodinovkou na Monze, kde Vojtěch s Engem nedojeli do cíle. Stejně neúspěšná byla Vallelunga. Zadařilo se až na 500 km v Brands Hatch, kde skončili na 9. místě a druzí ve třídě. V rakouském Zeltwegu obsadili výborné 7. místo celkově a zvítězili ve třídě. Nedojeli v Brně, když byl Vojtěch průběžně 15. a vedl divizi 1 až do 16. kola. Pak ale nedobrovolně opustil dráhu, zklamán technikou. Ani v dalších závodech se nedařilo: na Nürburgringu, v Zandvoortu a na Salzburgringu nedojeli do cíle. V předposledním závodě sezony v Silverstonu vyhráli třídu do 1300 cm3. V posledním závodu sezony v belgickém Zolderu nedojeli.

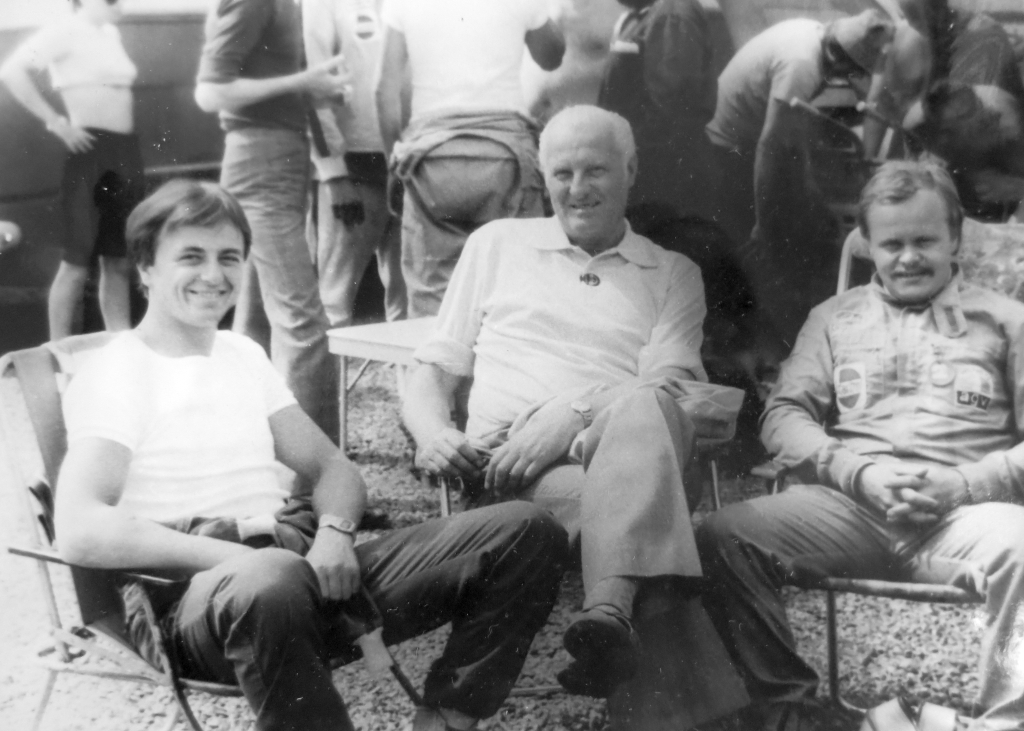
Vojtěch–Enge po jednání se zástupcem ASC Dukla dr. Milanem Tošnarem (Brno 1979)

V roce 1980 došlo ke změně v klasifikaci ME značek. Nově byly samostatně hodnoceny výsledky z jednotlivých, čtyř divizí a tyto body se započítávaly do celkového pořadí značek. Tím velmi získaly „malolitrážní“ značky jako Škoda, FIAT, Audi atd. V celkovém pořadí značek (manufacturers) obsadila Škoda skvělé 2. místo za Audi, ale před Fordem, Mazdou a Alfa Romeo, když týmy Audi, Škoda a BMW na 1.–3. místě získaly shodně 140 b. Na tomto úspěchu se rozhodující měrou podílela i posádka Vojtěch–Enge. Na Monze dojeli 4. ve třídě, ve Vallelunze 6. celkově a zvítězili ve třídě, v Brand Hatch 10. celkově a 1. ve třídě. Na Salzburgringu jel Vojtěch ve dvou vozech, s Janem Šenkýřem skončili 10. celkově a zvítězili ve třídě, s Břetislavem Engem dojeli 12. a ve třídě na 2. místě. V Brně posádka Vojtěch–Enge–Šenkýř (st. č. 61, AZNP Mladá Boleslav) vyhrála třídu a celkově obsadila 11. místo. Druhý nasazený vůz (st. č. 62) téže sestavy sice do 33. kola vedl divizi 1, ale pak ve Farinově zatáčce najel Vojtěch na olejovou skvrnu a havaroval. Nejlepšího umístění roku bylo dosaženo v závodě 500 km v Perguse, kdy Vojtěch–Enge–Šenkýř obsadili 5. místo absolutně a 1. ve třídě. Na Nürburgringu dojeli do cíle, ale až na 5. místě ve třídě, což byl nejhorší výsledek z dokončených závodů v této sezoně. V Silverstonu opět Vojtěch–Enge vyhráli třídu a celkově dojeli na 14. místě. Ve finálovém závodě 1980 trojice Vojtěch–Enge–Šenkýř v belgickém Zolderu obsadila 9. místo celkově a 1. ve třídě.

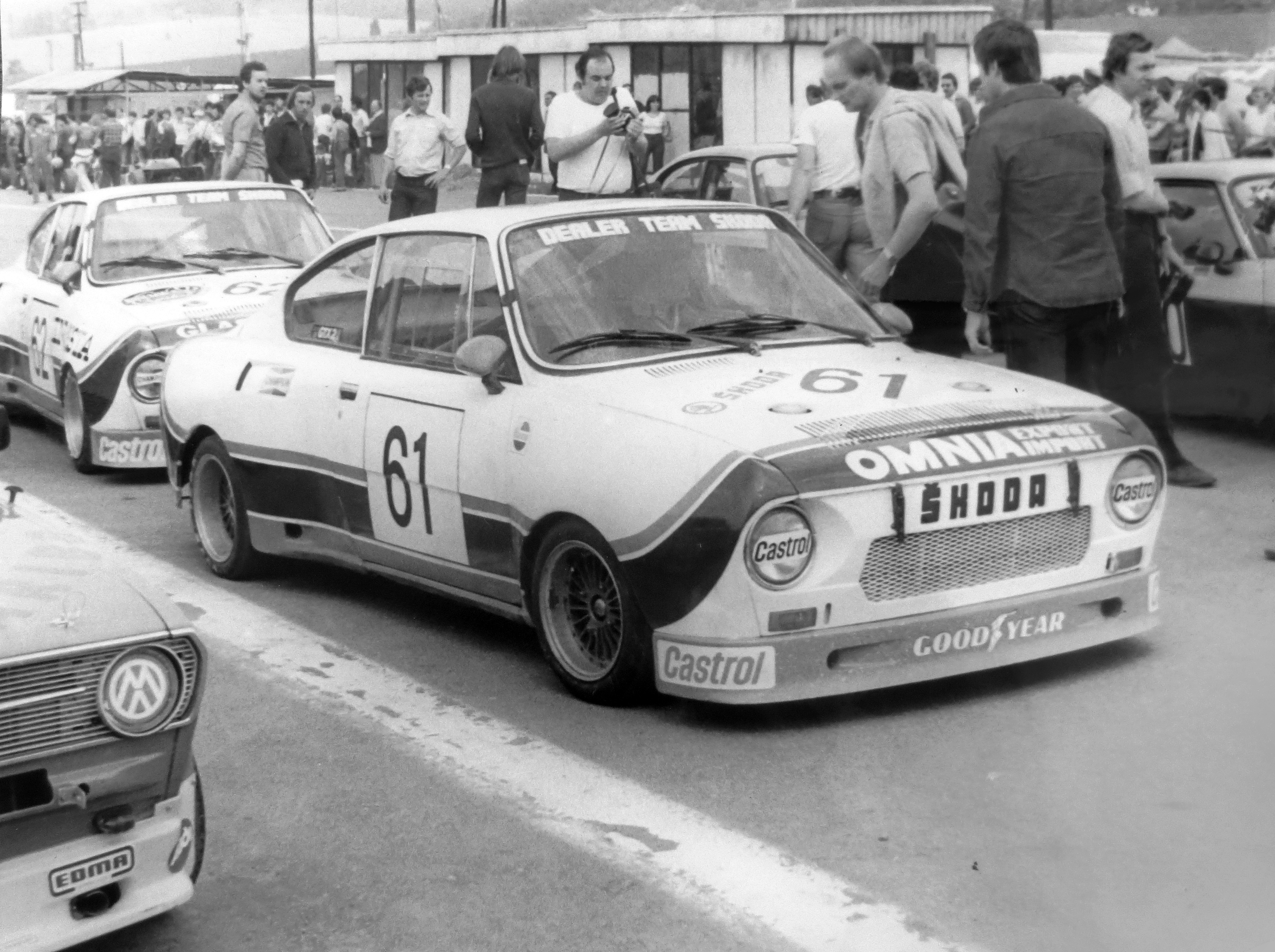
Škoda 130 RS, st. č. 61 a 62 (Vojtěch-Enge-Šenkýř), Brno 1980

Největšího úspěchu dosáhl v tomto mistrovství v roce 1981, kdy společně s Břetislavem Engem a Janem Šenkýřem popř. s Václavem Bervidem získali s vozy Škoda 130 RS pro mladoboleslavskou Škodu titul mistrů Evropy cestovních vozů v klasifikaci značek. Na 2. místě se stejným počtem bodů (140) skončila mnichovská automobilka BMW a dále Ford, Audi, Mazda, Opel, VW a Chevrolet. Ve všech 8 závodech sezony, ze kterých se seriál skládal, Škoda zvítězila ve své třídě 7× s výjimkou posledního Zolderu (3. místo, tento výsledek se ale škrtal). Vojtěch a Enge byli hlavním strůjcem úspěchu značky Škoda. V některých závodech (zpravidla nasazovali 2 vozy) byli doplněni Václavem Bervidem (Monza, Vallelunga, Donington, Salzburgring, Brno, Silverstone) a Janem Šenkýřem (Monza, Vallelunga, Donington, Brno, Pergusa, Silverstone). Nejlepšího výsledku v absolutním pořadí dosáhla posádka Vojtěch–Enge–Šenkýř na 500 km ve Vallelunze, kde absolutně skončili na 2. místě, když šest vozů z top-10 bylo italskými komisary diskvalifikováno (většinou kvůli špatné montáži předních zavěšení kol). V „neredukovaném“ pořadí by obsadili 7. místo. V Brně jako obvykle v tomto ročníku ME jeli Vojtěch s Engem na dvou vozech. Posádka Vojtěch–Enge–Bervid zvítězila v I. divizi a celkově obsadila 10. místo (st. č. 62). Druhý vůz posádky Vojtěch–Enge–Šenkýř skončil v I. divizi 3. a celkově na 14. místě. Na tomto voze (st. č. 61) došlo ke kuriózní situaci. Vůz bezpečně vedl I. divizi, když Vojtěch během jízdy zpozoroval, že se mu začalo kouřit z otáčkoměru. V plné rychlosti si sundal rukavice a snažil se otáčkoměr odpojit. Když se mu to nepodařilo, přistoupil k radikálnímu řešení. Rozbil jej pěstí a tak jej vyřadil z provozu. Podstatnou část závodu odjela posádka bez možnosti sledovat otáčky, což se projevilo v závěru, kdy namáhanému motoru praskla ojnice, přesto dokončili závod na 3. místě v I. divizi se ztrátou 2 kol na vítězný vůz Vojtěch–Enge–Bervid. Posádka Vojtěch-Enge (případně doplněná Šenkýřem nebo Bervidem) z 8 závodů tohoto ročníku zvítězila v I. divizi celkem v šesti (Monza, Vallelunga, Donington, Brno, Pergusa a Silverstone). Pouze v Salcburku je vystřídala na 1. místě v I. divizi posádka Josef Michl (od roku 1991 jednatel MICHL - MOTORSPORT, spol. s r. o.) – Oldřich Vaníček (od roku 1993 předseda představenstva ÚAMK). V celkovém pořadí sezony 1981 obsadili Zdeněk Vojtěch a Břetislav Enge dělené 15. místo se ziskem 27 bodů. Za výkony v roce 1981 získal Vojtěch podruhé Zlatý volant v anketě motoristických novinářů.

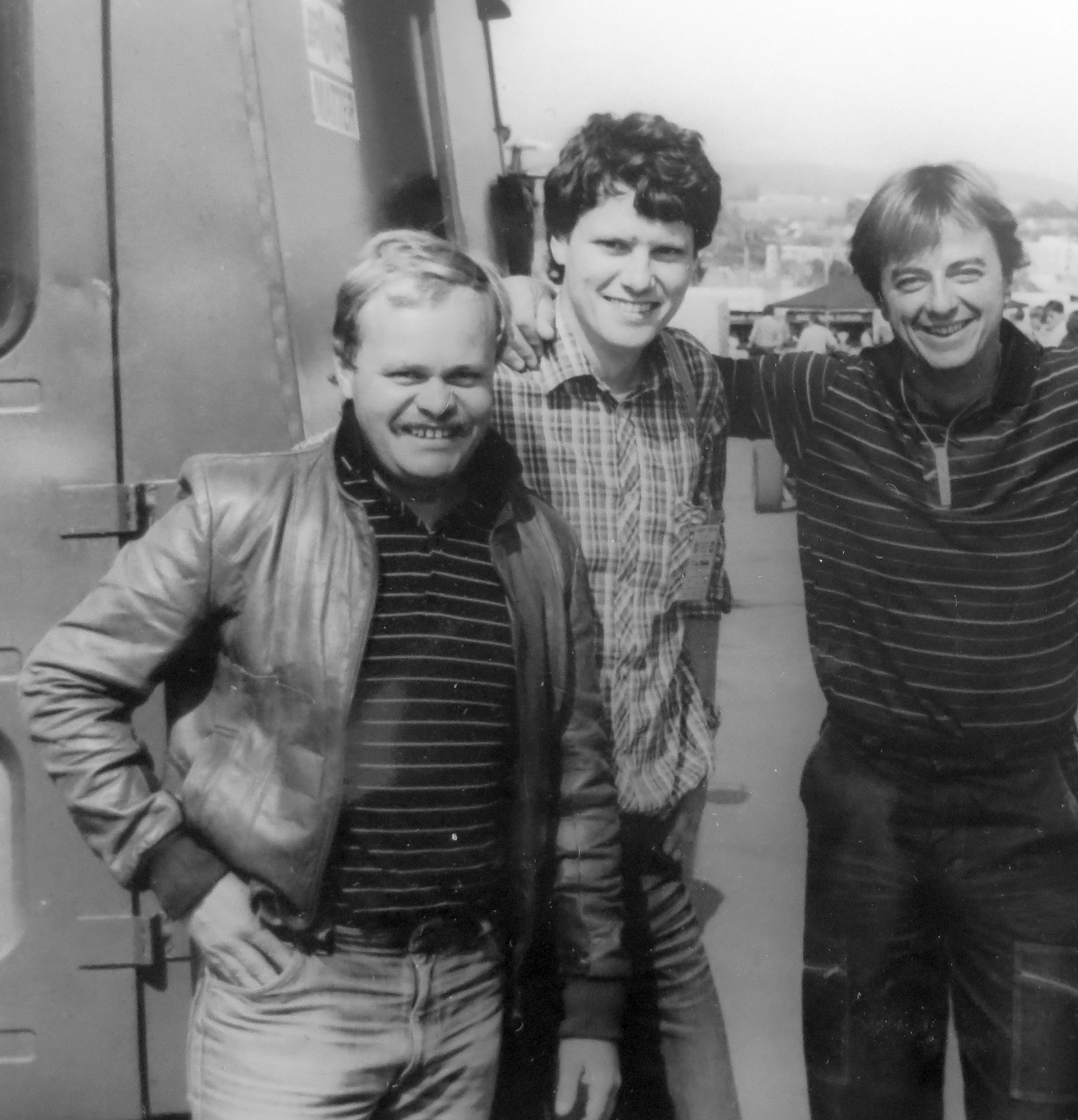
Vojtěch–Enge s autorem tohoto článku v Brně (1982).jpg

### 1982–1988 (Opel, BMW, Mercedes)
V roce 1982 krátce (s B. Engem) závodili na voze Opel (na Monze s Opel Monza 3.0E nedojeli. S tímto vozem v závodech ETCC v Brně, na Salzburgringu, na Nürburgringu a v Zolderu startovala posádka ÚAMK: Oldřich Vaníček-Jan Šenkýř, popř. doplněná Milošem Bychlem) a pak po zbytek sezony na BMW 528i. Již při prvním nasazení vozu obsadili Vojtěch s Engem 5. místo na 500 km v Perguse, ale v následujícím závodu v Mugellu pro „urvanou“ řadicí páku nedojeli. V Grand Prix Brno byli Vojtěch–Enge (st. č. 6) ještě 20 minut před koncem závodu absolutně druzí. Enge převzal vůz od Vojtěcha půl hodiny před koncem. V následujícím kole vjíždí do zatáčky před cílem téměř na prázdné pneumatice předního kola a špatně ovladatelný vůz se zastavil až o svodidla. Enge zajel k boxům, aby vyměnil kolo, a opět vyrazil na trať. Pak ale automobil, jehož palivová nádrž byla následkem kontaktu se svodidly prasklá, u Myslivny shořel. Enge je s popáleninami končetin odvezen do nemocnice. O 14 dnů později (27. června 1982) Zdeněk Vojtěch vyhrál na BMW 528i závod na evropského šampionátu na Salzburgringu s Rakušanem Jo Gartnerem, který to dotáhl v roce 1984 až do formule 1, ale zahynul v roce 1986 na závodě 24 hodin Le Mans (Enge kvůli popáleninám z Brna nemohl startovat). Vojtěch vyhrál závod ME jako první a také poslední český jezdec v celé historii tohoto mistrovství ETCC. Vojtěch v Rakousku odjel naprostou většinu závodu. Gartner, tehdy největší talent své země, už jen dokroužil do cíle. V nejpopulárnějším závodě cestovních vozů – při 24hodinovce v belgickém Spa – pak trio Vojtěch–Enge–Bychl jezdilo ještě po devíti hodinách jako druhé a budilo v tiskovém středisku ohromnou senzaci. Jenže pak jim u vozu ze stáje Eggenberger/BMW Italia upadlo kolo a bylo po šanci na skvělé umístění. Přesto však – navzdory dlouhé opravě – tato trojice ještě dokázala vyválčit 10. místo absolutně. Skvělý výsledek zaznamenali Vojtěch s Engem (startující za ÚAMK ČSSR) v předposledním závodu sezony v Silverstonu 5. místem v absolutním pořadí. Na závěr sezony 1982 v belgickém Zolderu Vojtěch–Enge–Bychl na BMW 528i skončili na 13. místě. V celkovém pořadí sezony ETCC 1982 obsadil Zdeněk Vojtěch 15. místo se ziskem 37 bodů. Za výkony v roce 1982 získal potřetí Zlatý volant v anketě motoristických novinářů.

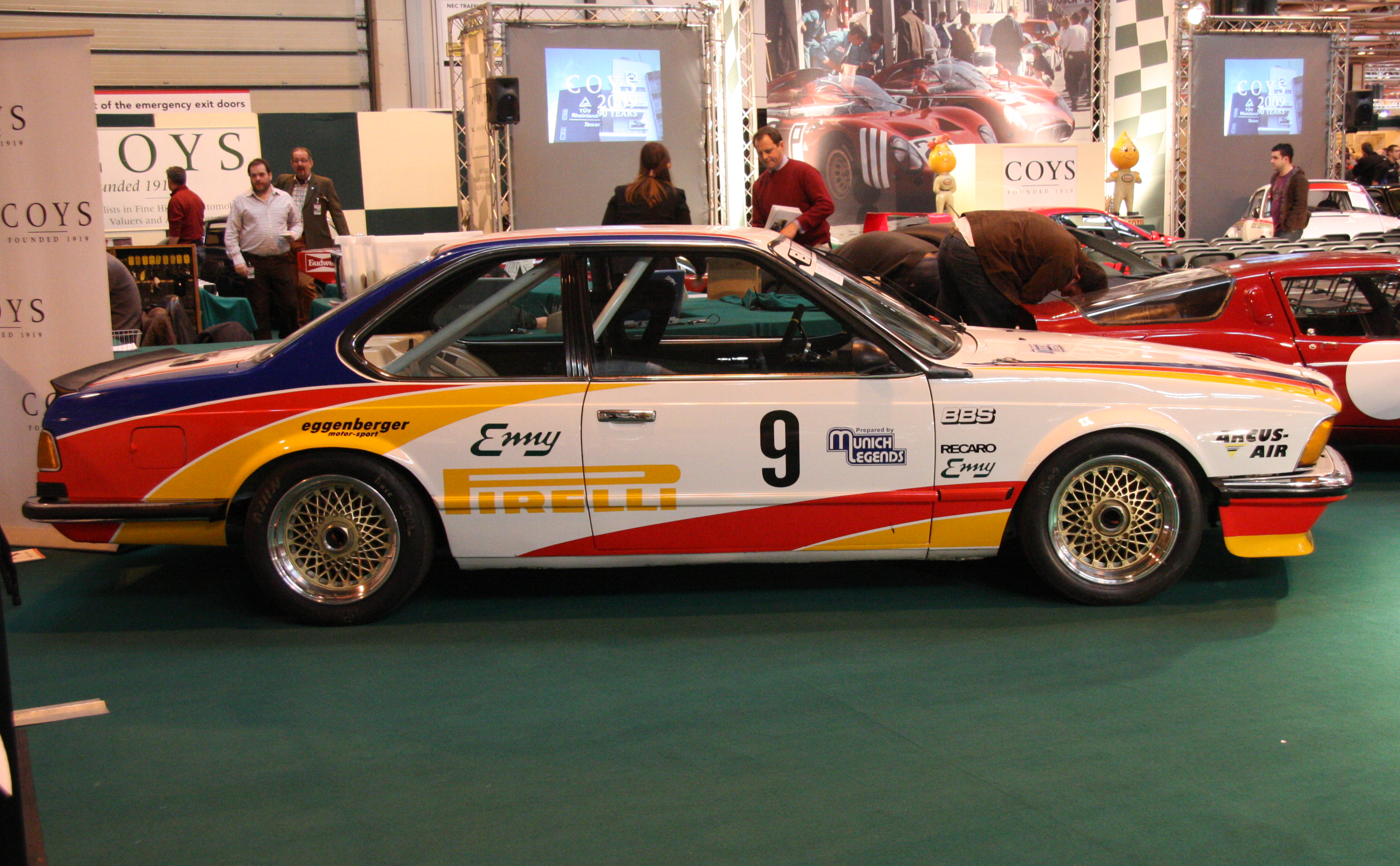
BMW 635 CSi v úpravě Eggenberger (1984)

V roce 1983 jezdila posádka Vojtěch–Enge na voze BMW 635 CSi. V zahajovacím závodě na Monze za ÚAMK ČSSR však nedojeli pro poruchu motoru. V druhém závodě na 500 km ve Vallelunze obsadili za novou stáj Hartge Motorsport výborné 7. místo a ve třetím závodu na Donington Parku ještě lepší 4. místo. Před brněnským závodem se jely dva podniky v Itálii – v Perguse nedojeli, ale na 500 km v Mugellu dosáhli nejlepšího výsledku sezony 2. místem absolutně. Za nimi skončili mj. Tom Walkinshaw, Hans-Joachim Stuck a Dieter Quester (mistři Evropy ETCC - Walkinsha
w 1984, Quester 1977 a 1983) resp. i ex F1 (1974-1976) Lella Lombardi z Itálie, jediná žena bodující ve formuli 1 (Grand Prix Španělska 1975). V brněnském závodě Zdeněk Vojtěch (s Engem) na BMW 635 CSi v nejsilnější divizi (st. č. 6) obsadili v kvalifikaci 2. místo časem 3:42,79 min. Po startu tuto pozici drželi až do 18. kola závodu. Vojtěch však v Bosonohách "dostal" defekt pneumatiky předního kola a výsledkem bylo několik nárazů BMW 635 CSi do svodidel, před nimiž nebylo na úzké silnici úniku. Zkoušel ještě dojet do depa k výměně pneumatiky, ale na Veselce to vzdal, vůz odstavil a vydal se pěšky zpět do depa. V Brně Walkinshaw, Quester a Stuck posádce Vojtěch–Enge oplatili porážku z Mugella a v uvedeném pořadí obsadili stupně vítězů. Na Zeltwegu česká posádka doplněná Hansem Heyerem nedojela po ztrátě předního kola do cíle. Na Nürburgringu obsadili Vojtěch s Engem tentokráte doplněni Helmutem Döringem 11. místo, ale v následujícím závodu na 500 km Salzburgringu nedojeli. Stejně s Herbertem Hartgem neviděli cíl na prestižním 24 h Spa-Francorchamps. Za to v Silverstone dojeli Vojtěch s Engem skvěle, na 3. místě absolutně. A druhý vůz BMW 635 CSi/Hartge Motosport řízený posádkou Vojtěch–Bychl–Hartge skončil na 8. místě. Tato sezona 1983 byla plná výborných výkonů, které však častokrát zmařily technické defekty jako například na Velké ceně sériových automobilů (AvD Grosser Preis von Deutschland), která se jela jako součást seriálu Deutsche Rennsport Trophäe v srpnu 1983 na Hockenheimu. Zdeněk Vojtěch v tomto závodě nedojel pro poruchu olejového chladiče. Mimo závodů ME se Zdeněk Vojtěch zúčastnil v tomto roce ještě volného mezinárodního závodu v Šenově a obsadil 2. místo. Na počest dvou „evropských“, pódiových umístění posádky Vojtěch–Enge s BMW 635 CSi Hartge vyrobila společnost Lusso Vintage s. r. o. pánské tričko s potiskem BMW 635 CSI HARTGE 1983 ENGE–VOJTĚCH.

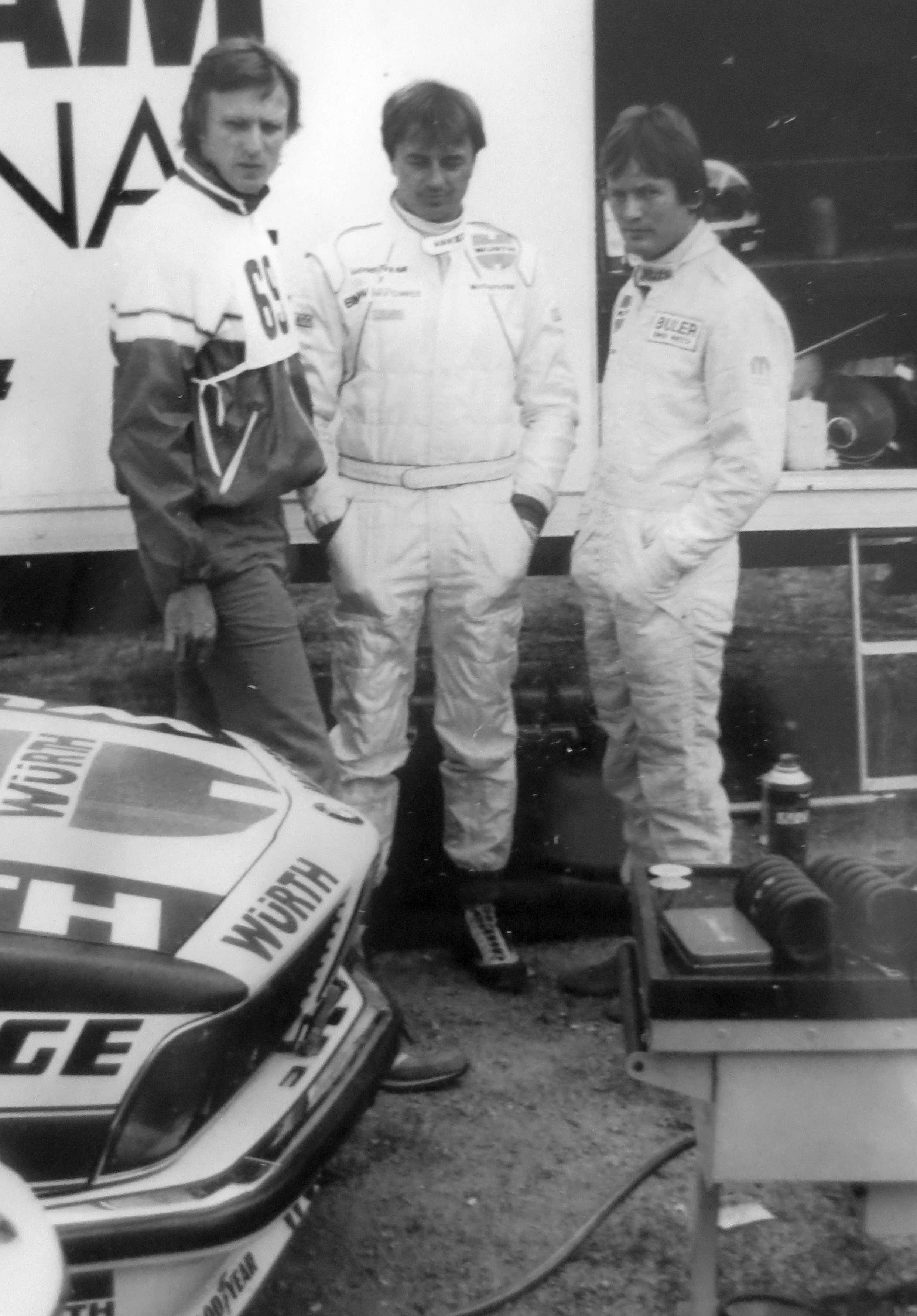
Z. Vojtěch – M. Surer v depu, BMW 635, Brno 1984

Na počátku roku 1984 dostal Zdeněk Vojtěch nabídku od Toma Walkinshawa závodit za tovární tým Jaguar na voze Jaguar XJ-S a také od Cesare Fioria, manažera týmu Lancia pro závody Mistrovství světa vytrvalostních závodů sportovních prototypů (World Endurance Championship) na Lancii LC2 v týmu Martini Racing. Slavný Brit chtěl Vojtěcha do stáje TWR Jaguar, suverénního vládce šampionátu. Když Vojtěch testoval v Silverstone, ač poprvé musel řadit levačkou, byl obratem nejrychlejší. Walkinshaw dokonce přivezl na první závod sezony do Monzy i jezdeckou kombinézu s výšivkou Zdenek Vojtech. Vojtěch však zůstal věrný značce BMW, což se později ukázalo jako chyba, protože mnichovské automobily v té době přímo hýřily mechanickými poruchami. Navíc Tom Walkinshaw se na Jaguaru XJ-S v tomto roce stal mistrem Evropy a ve značkách Jaguar skončil jako druhý a v Mistrovství světa sportovních prototypů skončila Lancia mezi výrobci rovněž na 2. místě. Na sezonu 1984 se dvojice Vojtěch–Enge rozdělila. Vojtěch jezdil na BMW 635 CSi za Hartge Motorsport, který vedl jako manažer Václav Bervid, zpravidla se Švýcarem Marcem Surerem, Švédem Stefanem Johanssonem nebo Venezualem Johnnym Cecottem. Enge jezdil na stejném typu s Eddiem Joosenem nebo s Jacqusem Islerem. V prvním závodě sezony na 500 km v Monze nově sestavená posádka Johnny Cecotto – Marc Surer – Zdeněk Vojtěch závod nedokončila pro poruchu motoru. V následujícím podniku ve Vallezunze posádka Zdeněk Vojtěch – Stefan Johansson obsadila slušné 9. místo absolutně, ale titíž v Doningtonu nedojeli. Na 500 km v Perguse si Vojtěch s novým partnerem, Robertem Ravagliou (pozdější mistr Evropy ETCC z roku 1986 a 1988) vyzkoušel BMW 635 CSi ze stále Schnitzer. Nebyli však klasifikováni.  Počátkem června v Brně (st. č. 10) na BMW 635 CSi z nově vytvořené stáje Würth/Hartge Vojtěch se Surerem skončili na 11. místě. Lépe dojeli Enge s Joosenem (Hartge Motorsport), na 9. místě absolutně. Stáj Würth/Hartge po brněnském závodu skončila a Vojtěch pak pokračoval v sezoně u týmu Schnitzer, kde měl za kolegu Roberta Ravagliu (Zeltweg, 18. místo). V dalších závodech opět jezdil za Hartge Motorsport resp. za Bastos Juma Racing team, ale bez úspěchu, nepočítáme-li v Zolderu 24. místo posádky Vojtěch – Jo Gartner – Pierre Alain Thibaut.

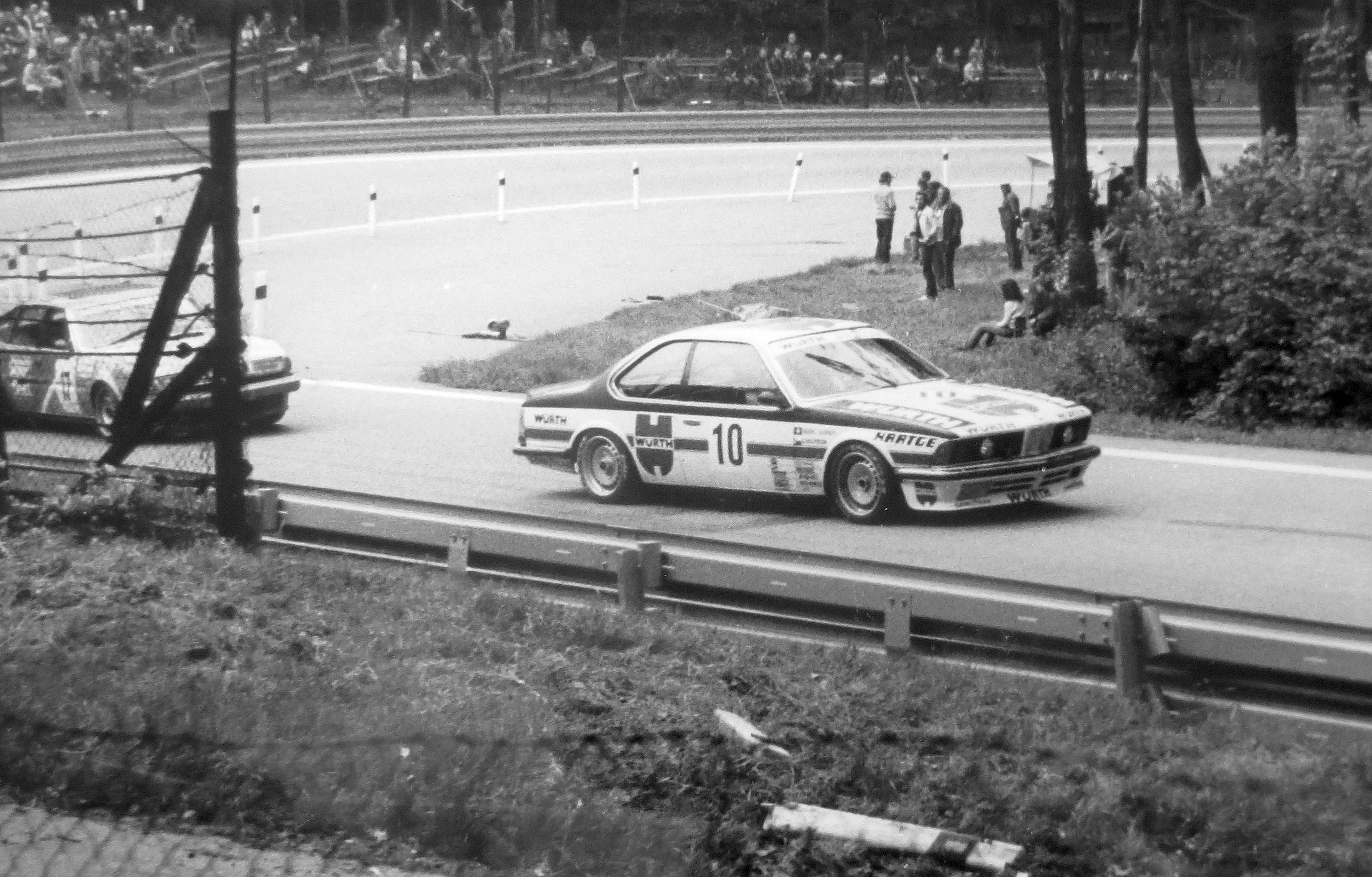
Vojtěch – Surer, BMW 635, průjezd Farinovou zatáčkou (Brno 1984)

V roce 1985 zahájil Vojtěch sezonu 11. místem (ve slabší divizi 2 obsadili 5. místo) na 500 km v Monze, kde mu na BMW 323i byli partnery Carlo Pietromarchi a Robert Walterscheid-Müller. V druhém závodě sezony (500 km Vallelunga) posádka Zdeněk Vojtěch – Marcello Gallo (BMW 323i). V Brně Vojtěch opět spolu s Engem vodili BMW 635 CSi ve stáji MTZ Motorsposrt. V tomto 5. závodě ME (ze 14) obsadili velmi slušné 7. místo v absolutním pořadí. V následujících rakouských závodech v Zeltwegu a na Salzburgringu nedojeli do cíle, lepší to nebylo ani na 24 hodin ve Spa-Francorchamps. Do seriálu se vrátili na belgickém Zolderu koncem září, kdy obsadili 11. místo (8. místo v 3. divizi) doplněni o Jacquese Janssense. Na pyrenejském poloostrově (Estoril, Jarama), kde seriál ETCC v roce 1985 končil, již nestartovali.

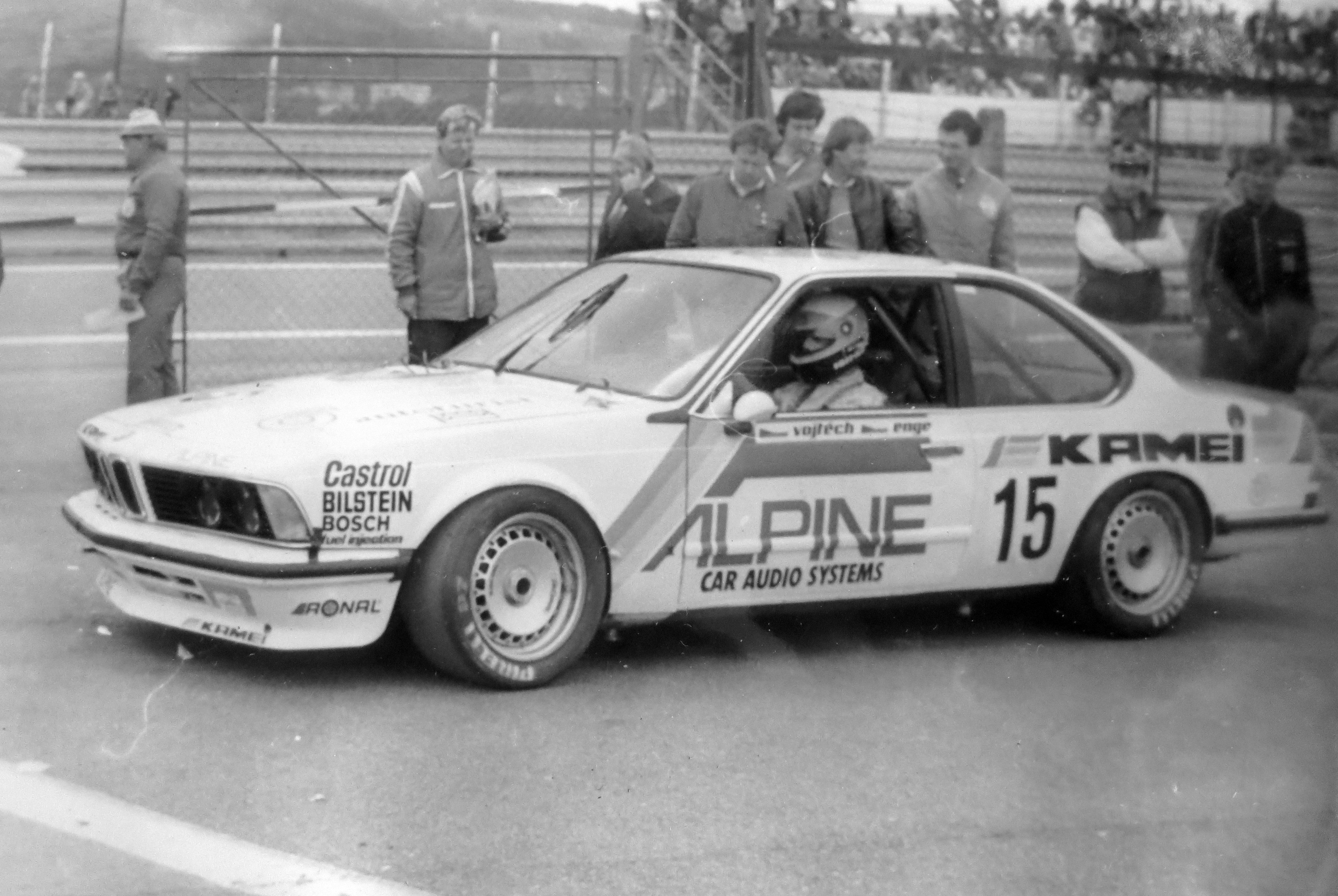
Vojtěch–Enge, BMW 635, Brno 1985

V roce 1986 Vojtěch opět změnil stáj (Carlsson Motorsport) i automobil na Mercedes 190 E 2.3-16V. V druhém závodu sezony v Donington Parku spolu Ingvarem Carlssonem obsadil Zdeněk Vojtěch 14. místo celkově a 5. místo v divizi 2. Na 500 km v Hockenheimu byli 13. absolutně a na 4. místě v divizi 2. Francouz Ferdinand de Lesseps byl Vojtěchovi partnerem na 500 km v Misanu, ale nedojeli. Lepší to nebylo (opět s Invarem Carlssonem) ve švédském Anderstopu a ani v Brně s Italem Robertem Sigalou (st. č. 46), kde odpadli pro poruchu spojky v 23. kole. Vojtěch v tomto závodě startoval ve dvou vozech. Rovněž na Mercedusu 190 E s Mauriziem Micangelim (st. č. 47) byli po kolizi Ravaglivou klasifikováni jako poslední. Sice do 47. kola jezdil Vojtěch v čele II. divize, ale v 48. kole se mu v Kohoutovicích zablokovala všechna čtyři kola, vůz udělal hodiny, zůstal stát v protisměru a ještě se srazil s dalším automobilem Ravaglii. Díky - do té doby - ujeté vzdálenosti byla posádka Zdeněk Vojtěch–Maurizio Micangeli klasifikována. Toho roku se závod ME v Brně jel naposledy na staré trati. Ozdobou byla účast mistra světa 1967 F1 Denny Hulmeho, který jezdil na Roveru Vitesse. Za dobrý výsledek lze označit 9. místo absolutně (2. místo v divizi 2) posádky Vojtěch – Micangeli – de Lesseps v Zeltwegu, 13. místo (4. v divizi 2) posádky Vojtěch–Micangeli na Nürburgringu. Dobře rozjetý závod 24 h Spa-Francorchamps skončil pro posádku Z. Vojtěch – M. Duez – B. di Giola po 14 hodinách pro poruchu dávkování benzínu. Na Silverstonu obsadil Vojtěch s Mauriziem Micangelim 12. místo celkově a 5. v divizi 2. Pro změnu s Francouzem Ericem Bayolem obsadil Vojtěch 14. místo celkově (6. v divizi 2) ve francouzském Nogaru. Na Zolderu v Belgii opět s Italem Mauriziem Macangelim obsadili 12. místo absolutně a 4. v divizi 2, na pyrenejském poloostrově v předposledním závodě sezony v Jaramě skončili na 10. místě, resp. na 2. místě v divizi 2. V posledním závodu sezony 1986 v portugalském Estorilu nedojeli.

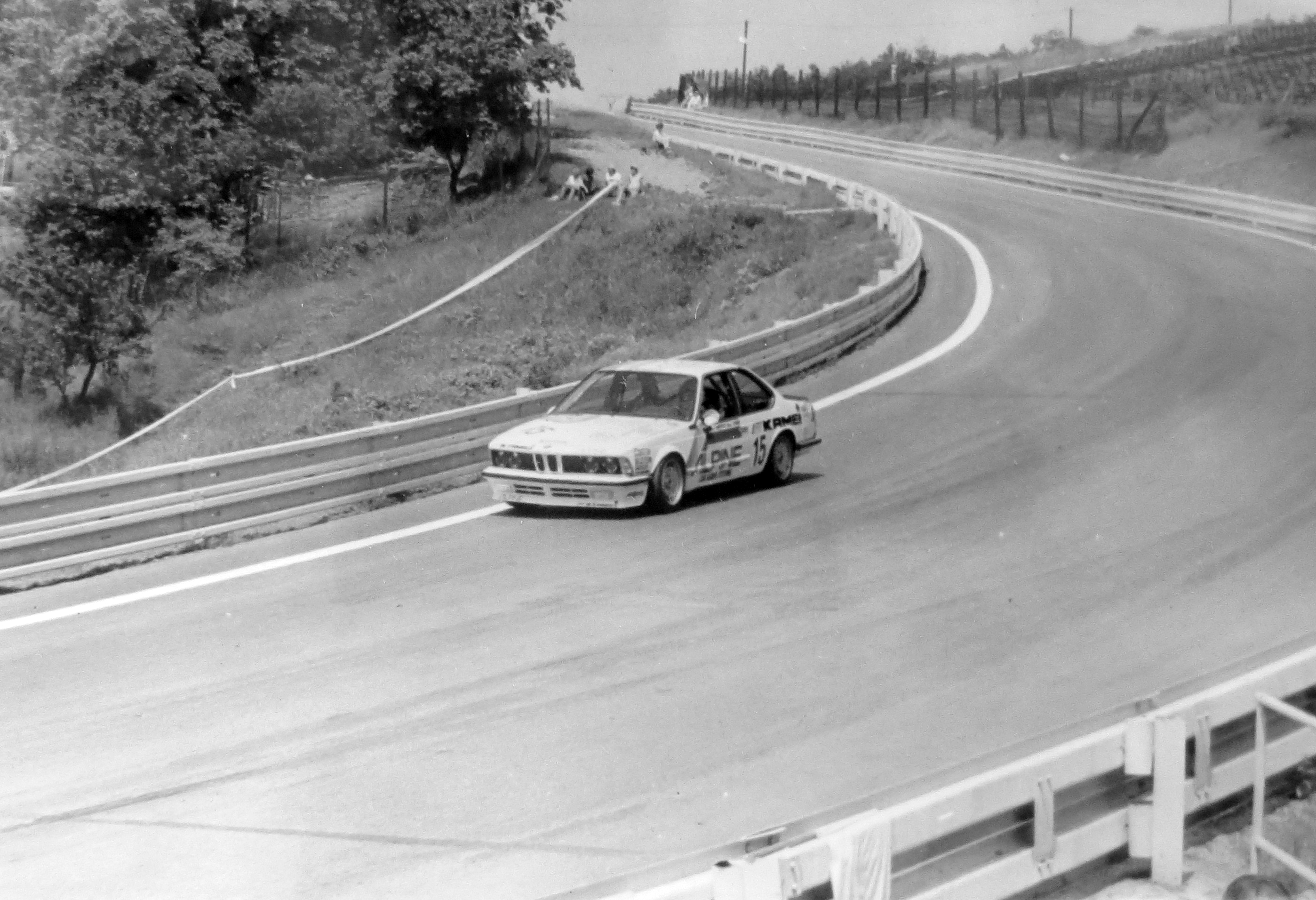
Vojtěch–Enge, BMW 635, klesání z Kohoutovic k depu, Brno 1985

V roce 1987 Vojtěch ukončil kariéru závodech cestovních automobilů účastí v nově založeném, prvním ročníku Mistrovství světa cestovních vozů (FIA World Touring Car Championship/WTCC). V úvodním závodě 500 km v Monze na Mercedesu 190 E 2.3-16 však posádka Vojtěch–Bayol–Baron nedojela. To bylo jeho rozloučení s vozy Mercedes. Od závodu na Nürburgringu sedlal s Břetislavem Engem automobil BMW M3, ale na konkurenci s továrními vozy nestačili. V Nürburgringu skončili absolutně 14. a v divizi 2 na 11. místě. Do cíle na tomto voze posádka Vojtěch–Micangeli–Calderari v týmu Bastos Racing Team na 24 h Spa-Francorchamps nedojela pro poruchu motoru. Brněnský závod byl první velký závod na novém autodromu a jeden z posledních podniků Zdeňka Vojtěcha jako závodníka. S Břetislavem Engem na BMW M3 obsadili 23. místo absolutně a 16. místo v divizi 2. Vojtěch s Engem po kvalifikaci startovali ze 16. místa, ale v závěru první hodiny se propadli na 34. místo kvůli problémům s elektronikou u motoru. Postupně se však "prokousali" pořadím na celkové 23. místo.
Zřejmě posledním úspěšným závodem posádky Zdeněk Vojtěch – Břetislav Enge byla účast na závodě na Nürburgringu 10. července 1988, kdy vozem BMW M3 obsadili 9. místo absolutně a 5. místo v divizi 2. Na 24 h Spa-Francorchamps Vojtěch–Enge s Belgičanem Dirkem Vermeerschem nedojeli pro poruchu motoru BMW M3.

### 1993 (Ford)
Úplně posledním startem byla jeho účast ve Velké ceně ČR v závodech automobilů do vrchu ve Šternberku (Ecce Homo), kde 13. června 1993 jel na pohárovém voze Ford Fiesta XR 2i (st. č. 516), ale ve výsledcích byl uveden mezi neklasifikovanými jezdci. Vlastně na závody doprovázel syna Tomáše, který byl na stejném typu vozu klasifikován 75. místě celkově a na 16. místě v pohárových vozech Ford Fiesta Cupu (st. č. 536).

## Posmrtné připomínky
- V červnu 2008 se na Masarykově okruhu v Brně jel 1. ročník Poháru cestovních vozů BMW 1 v rámci závodu Mistrovství světa cestovních vozů WTCC jako memoriál Ing. Zdeňka Vojtěcha[2]
- Od února 2008 byl v Muzeu sportovních vozů v Lánech vystaven BMW 635 CSi Hartge posádky Zdeněk Vojtěch – Břetislav Enge[36]
- Od roku 1996 se v rámci ankety Zlatý volant uděluje Cena Z. Vojtěcha za přínos motoristickému sportu[37]

## Citát
| „                | "Byl to nesmírně cílevědomý člověk. Někdy šel za svým cílem až hlavanehlava, čímž si mnohé postavil proti sobě. Ale on sám věděl, že to tak musí být a byl taková osobnost, že ty najednou znepřátelené lidi si stejně dostal na svou stranu. | “ |
| — Břetislav Enge | |   |